# Cuisles
Cuisles település Franciaországban, Marne megyében. Lakosainak száma 127 fő (2022. január 1.). Cuisles Jonquery, Anthenay, Baslieux-sous-Châtillon, Châtillon-sur-Marne és Olizy községekkel határos.

## Népesség
A település népességének változása:
| Lakosok száma | 142  | 142  | 141  | 133  | 128  | 126  | 124  | 122  | 127  |
|               | 2013 | 2015 | 2016 | 2017 | 2018 | 2019 | 2020 | 2021 | 2022 |